# Пытель, Божена
Боже́на Пытель (пол. Bożena Pytel; при рождении Земецкая (пол. Ziemecka); род. 3 мая 1945, Люблин) — французская, ранее польская, шахматистка, международный мастер среди женщин (1974).
Чемпионка Польши (1970).
Её муж Кшиштоф Пытель международный мастер по шахматам.

## Изменения рейтинга
| Графики недоступны из-за технических проблем. См. информацию на Фабрикаторе и на mediawiki.org. |